# Robert A. Childs
Robert Andrew Childs, född 22 mars 1845 i Malone, New York, död 19 december 1915 i Hinsdale, Illinois, var en amerikansk politiker (republikan). Han var ledamot av USA:s representanthus 1893–1895. Childs utexaminerades 1870 från Illinois State Normal University.
Childs efterträdde 1893 Lewis Steward som kongressledamot och satt i två år i representanthuset.
Childs gravsattes på Bronswood Cemetery i Oak Brook i Illinois.